# Император Николай I (линкор)
«Император Николай I» — четвёртый и последний черноморский линкор-дредноут. Разрабатывался на основе серии кораблей типа «Императрица Мария». Линкор имел более совершенное и мощное бронирование. Не был достроен.

## История
В основу проекта положили проект линейного корабля «Императрица Екатерина II».
После спуска на воду «Императрицы Екатерины II» Общество Николаевских заводов и верфей 9 июня 1914 года заложило на стапеле последний, четвёртый корабль этого типа под названием «Иоанн Грозный». 13 августа 1914 года был подписан официальный контракт. Срок сдачи корабля на ходовые испытания был установлен 1 марта 1917 года.
2 июля 1915 года линкор был формально зачислен в состав Черноморского Флота под названием «Император Николай I». Следует отметить, что императору на утверждение было предложено два варианта названия линкора — «Святой равноапостольный князь Владимир» и «Император Николай I», из которых Николай II выбрал второе. 5 октября 1916 года в 13 часов линкор был благополучно спущен со стапеля на воду и был ошвартован у достроечной стенки завода.
После спуска корабля на воду достроечные работы были отложены из-за отсутствия готовых механизмов и оборудования. По состоянию на 1 января 1917 года готовность линкора по корпусу составляла 77,5 %, брони было изготовлено 26,5 % (установлено 16,5 %), но уже к 1 марта объём выделки последней возрос до 64 %. Однако все более ухудшавшаяся экономическая, а после Февральской революции 1917 года и политическая обстановка в России явно не способствовала успешному продолжению работ. Перегруженные военными заказами предприятия срывали контрагентские поставки, а часть зарубежных контрактов приходилось по различным причинам аннулировать и пристраивать на отечественных заводах с весьма отдалёнными сроками их выполнения.
Через 2 месяца после Февральской революции, 16 апреля 1917 года, линкор был переименован в «Демократию». 24 октября 1917 года в связи с малой степенью готовности снят со строительства и поставлен на прикол.
В марте 1918 года, николаевские судостроительные заводы были захвачены германскими войсками. 1 февраля 1919 года город был занят французскими войсками, а ещё через пару месяцев — большевиками.
После занятия Николаева Красной Армией линкор поставили на прикол. В середине 1920-х годов командование флотом попыталось включить его достройку в разрабатывавшуюся тогда первую советскую кораблестроительную программу. Однако достраивать не стали. 11 апреля 1927 года он был продан Севморзаводу на слом, и 28 июня 1927 года на буксире у ледореза «Фёдор Литке» (с кормы его одерживал пароход «Вежилов») отправился из Николаева в Севастополь для разделки на металл.

## Характеристики корабля
Внешне проект отличался от кораблей типа «Императрица Мария» изменёнными носовыми обводами для уменьшения возникавшей на ходу носовой волны, выполненными по предложению начальника Кораблестроительного отдела ГУК генерал-лейтенанта П. Ф. Вешкурцева. Новый теоретический чертёж, в разработке которого участвовал один из будущих создателей знаменитого лайнера «Normandie» корабельный инженер В. И. Юркевич, в отличие от ранее предложенного генерал-майором И. Г. Бубновым не только понижал носовую волну (примерно в полтора раза), но и позволил уменьшить мощность энергетической установки почти на 2000 л. с. с сохранением проектного хода. В результате ряда мероприятий по усовершенствованию проекта «Император Николай I» стал несколько тяжелее и больше, чем линкоры типа «Императрица Мария». Полное водоизмещения выросло до 27 830 т; наибольшая длина составила 182,4 м, ширина — 28,9 м, осадка — 9 м.
Непотопляемость корабля обеспечивалась: двойным дном, третьим дном в районе подбашенных отделений и двадцатью главными водонепроницаемыми поперечными переборками.

### Бронирование
Для палуб, кроме скосов на нижней палубе и срезов на средней палубе у казематов, применялась крупповская нецементированная броня, для всего остального — крупповская цементированная.
Корабль был уникален с точки зрения бронирования, сконструированного в результате проведённых в русском флоте опытных стрельб по натурному отсеку линейного корабля. Такой отсек, включавший бортовую броню, броневые палубы, каземат, внутреннюю конструктивную защиту с броневой переборкой и боевую рубку, был сооружён по чертежам балтийского линкора «Севастополь» и встроен с одного борта в корпус сданного к порту броненосца «Чесма». Особенно плохим оказалось распределение толщин палубной брони (толстая палуба вверху), которое уже в советское время председатель Научно-технического комитета Н. И. Игнатьев назвал выполненным «кверх ногами».
Первые же испытательные стрельбы по списанному броненосцу выявили существенный недостаток бронирования всех кораблей проекта. Жёсткий опорный контур, на который накладывались броневые плиты, не мешал их прогибу, в результате чего тонкая обшивка за бронёй рвалась, образуя течь.
Решить это проблему можно было лишь сделав пояс монолитным, то есть связав плиты между собой так, чтобы они не позволяли снаряду продавить плиту внутрь корпуса. Поэтому было предпринято кардинальное изменение конструкции — появился монолитный броневой пояс из плит, соединённых шпонками типа «двойной ласточкин хвост» (до этого шпоночные крепления броневых плит были реализованы на «Измаилах»).
В целом она осуществлялась по уже применённой на предшествующих дредноутах «коробчатой системе», созданной на основе вывода МГШ о том, что противостоять новейшему 14"—15" (356—381 мм) бронебойному снаряду броня не может, и система бронирования в первую очередь должна отвечать цели: не дать проникнуть внутрь снаряду в целом виде. Возможность пробития броневой плиты в бою считалось допустимым, но объём повреждений от попавших внутрь осколков должен быть предельно ограничен. Поэтому был следовал вывод о необходимости расслоения тяжёлой вертикальной брони на внешнюю и внутреннюю, дополняемое развитой системой всевозможных внутренних толстых переборок, траверзов.
Образовавшийся после возврата к 305-мм орудиям запас водоизмещения (около 4000 тонн) использовали для усиления бронирования — толщина броневого скоса на нижней и внутреннего пояса между нижней и средней палубами в пределах 27— 128 шп. была увеличена до 75 мм (с внешним суммарная толщина 345 мм), а бронирование средней палубы — до 63 мм.
Нижняя палуба в районе цитадели имела толщину в 12,5 мм, но после внутреннего пояса она переходила в 75-мм броневые скосы, лежавшие на 12-мм стальной рубашке. В кормовой оконечности нижняя палуба была горизонтальной по всей ширине корпуса и имела толщину в 35 мм.
За счёт отказа от кормовой боевой рубки было усилено бронирование носовой боевой рубки (стенки 400 мм, крыша 250 мм), башен артиллерии ГК (лоб и задняя стенка 300 мм, крыша и боковые стенки 200 мм: крыша толще лишь на «Ямато», даже американские «Айовы» имели только 184 мм) и элеваторов (300—225 мм).
Броня барбетов была толщиной над верхней палубой и под ней на 0,75 м 300 мм, дальше — 250 мм.
Противоторпедная защита обеспечивалась двумя главными трюмными усиленными (10 мм) продольными переборками (на протяжении 27— 128 шп.), отстояние от борта — 3,8 м, и двумя за ними в турбинных отделениях (на 95—107 шп.).

### Вооружение
Линкор планировалось вооружить 356-мм артиллерией ГК, но проект был пересмотрен под предлогом трудности снабжения разнокалиберной артиллерии и реквизиции Великобританией турецкого линкора «Решадие» с 13,5-дюймовой (343-мм) ГК, так что на «Николая I» поставили обычные 305-мм орудия. Двенадцать 305-мм орудий в четырёх трёхорудийных башенных установках с линейным расположением.
Вспомогательное вооружение: 20 130-мм противоминных орудий в бортовых казематах.

### Энергетическая установка
Четырёхвальная энергетическая установка состояла из 20 котлов Ярроу типа Английского адмиралтейства и турбин системы Парсонса.

## Оценка
С точки зрения защиты «Император Николай I» превосходил даже первые «стандартные линкоры».
Совершенная система крепления броневых плит, их связь шпонками «двойной ласточкин хвост», усиленная броня улучшенного качества, 345 мм суммарная толщина главного броневого пояса и более рациональное распределение его плит, мощная горизонтальная защита, результаты большой научной работы и опытных стрельб — всё оказалось не востребованным.

## Галерея

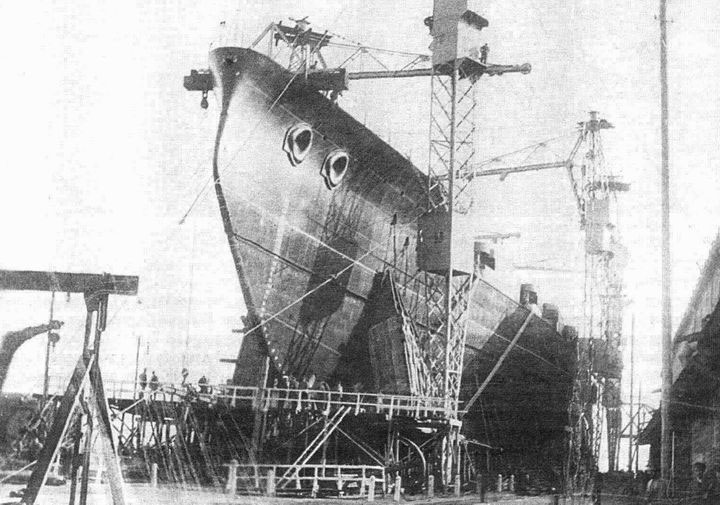
На стапеле.
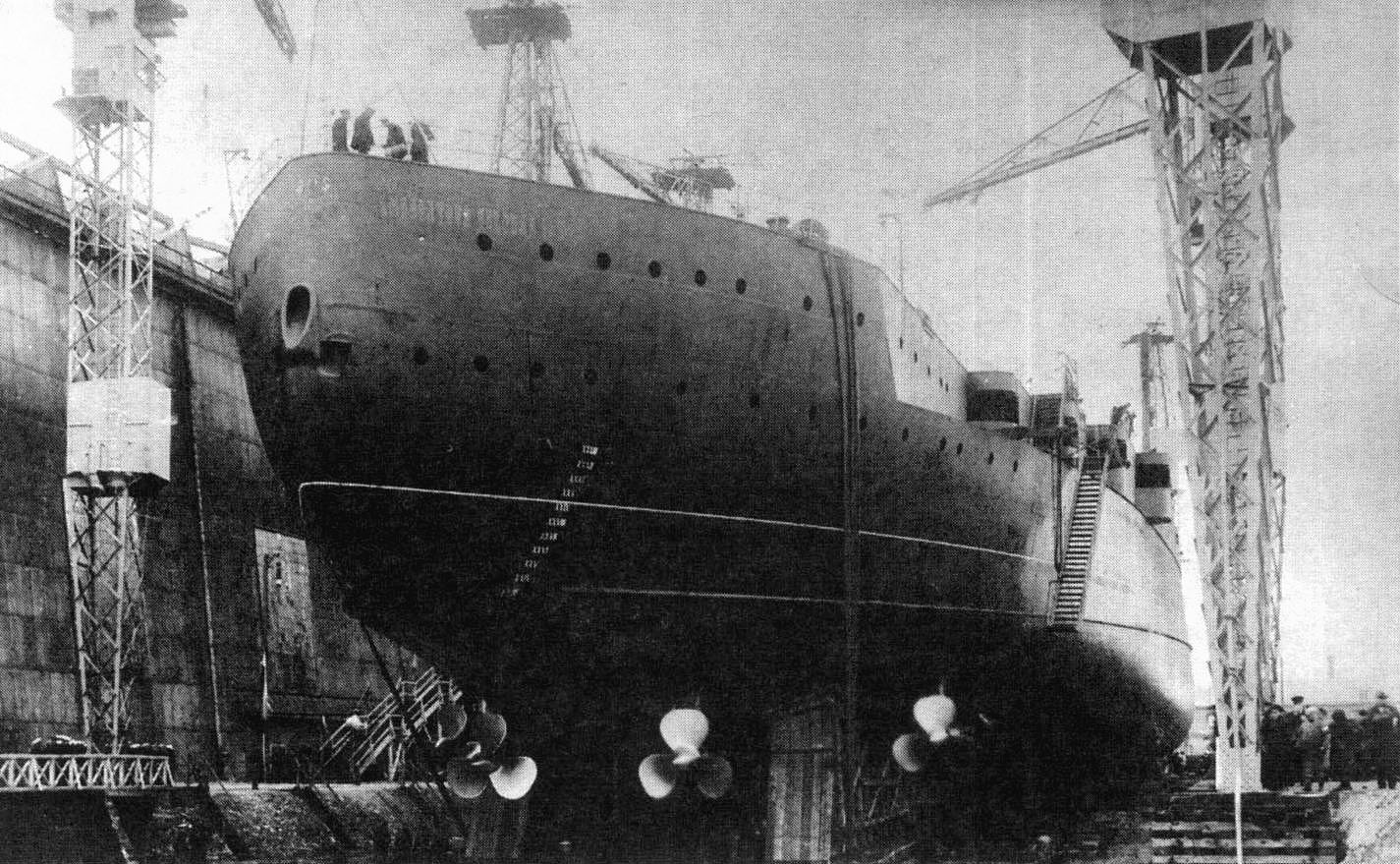
Перед спуском, 5 октября 1916.
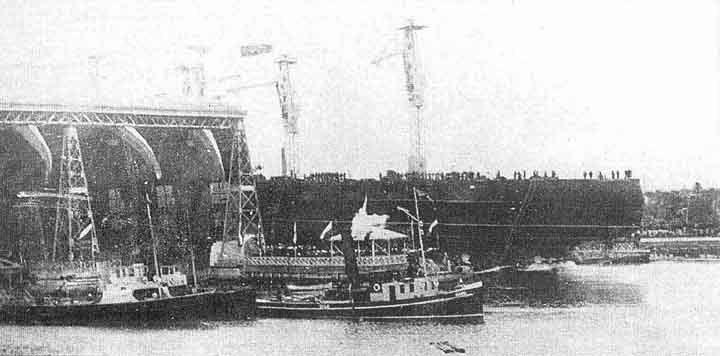
Спуск на воду, 5 октября 1916.